# Лукашевич, Станислав Михайлович
Станислав Михайлович Лукашевич (30 января 1935, д. Воловщина Минского района, БССР — 19 декабря 2011, Минск) — председатель Минского городского исполнительного комитета с августа 1977 года по январь 1980 года.

## Биография
Окончил Белорусский политехнический институт (современный БНТУ) в 1983 году.
Трудовую деятельность начал в 1956 году техником проектного института «Белгипроторф». Работал на стройках Минска. Был секретарем Минского горкома КПБ.
В 1977 — 1980 годах — председатель исполнительного комитета Минского городского Совета народных депутатов.
С 1980 по 1992 год — первый заместитель министра монтажных и специальных строительных работ БССР.
С 1992 по 1994 год — заместитель главы концерна «Белстроймонтаж».
С 1994 по 1998 год — заместитель главы государственного концерна «Белмонтажспецстрой».
С 1998 года по 2011 год С. М. Лукашевич работал в закрытом акционерном обществе «Инвест-систем», возглавляя в последние годы совет директоров этого предприятия.